# Джеффрі Фрідман
Джеффрі Фрідман (англ. Jeffrey M. Friedman, нар. 20 липня 1954, Орландо, Флорида) — американський вчений, генетик. Лауреат престижних премій. Здобув популярність як дослідник гормону лептину та його ролі в регулюванні ваги людини, виникненні ожиріння.
Член Національної академії наук США і Американської академії мистецтв і наук (2013), іноземний член Шведської королівської академії наук і Лондонського королівського товариства (2018).
В 1986 році здобув ступінь доктора філософії у Рокфеллерському університеті, де працює з 1980 року і нині іменний професор (Marilyn M. Simpson Professor) і завідувач лабораторією молекулярної генетики. З 1986 року був дослідником Медичного інституту Говарда Г'юза.

## Нагороди та визнання
- 1996: Премія Генріха Віланда[en][5]
- 2000: Премія Рольфа Луфта[de]
- 2001: член Національної академії наук США
- 2005: Премія Пассано[en][6]
- 2005: Міжнародна премія Гайрднера[7]
- 2005: член Шведської королівської академії наук
- 2007: Медаль Джессі Стивенсон-Коваленко[en]
- 2009: Премія Кейо[en]
- 2009: Премія Шао[8]
- 2010: Премія Альберта Ласкера за фундаментальні медичні дослідження[9]
- 2012: BBVA Foundation Frontiers of Knowledge Awards
- 2012: Премія з ендокринної регуляції[de]
- 2013: Міжнародна премія короля Фейсала
- 2013: член Американської академії мистецтв і наук[10]
- 2014: Премія Цюлха[de]
- 2016: Премія Гаррінгтона за інновації в медицині[de]
- 2016: Міжнародна премія Манпея Сузукі за дослідження діабету[11]
- 2018: іноземний член Лондонського королівського товариства
- 2019: Премія Вольфа з медицини[en] [12]
- 2020: Премія за прорив у науках про життя[13]